# The Tonight Show
The Tonight Show, conosciuto anche come Late Night with Jimmy Fallon, è un talk show e varietà televisivo statunitense trasmesso a partire dal 1953 dalla NBC e condotto dal 17 febbraio 2014 da Jimmy Fallon. The Tonight Show era originariamente presentato dal padre dei talk show Steve Allen, ma fu poi sostituito nel tempo da alcuni altri presentatori, di cui il più conosciuto e importante nella storia del programma (e anche in quella della televisione statunitense in genere) fu Johnny Carson, che mantenne la conduzione ininterrottamente per 30 anni (dal 1962 al 1992) prima di ritirarsi in pensione. Con 54 stagioni The Tonight Show è il terzo programma di intrattenimento più longevo nella storia della televisione statunitense dopo la soap opera Sentieri (Guiding Light) e Hallmark Hall of Fame. Nel 2002 la rivista TV Guide ha classificato The Tonight Show al 12º posto tra i migliori 50 spettacoli televisivi di tutti i tempi.
The Tonight Show era considerato il rivale del David Letterman Show.

John Melendez intervista un membro del pubblico al The Tonight Show

## Storia

### Steve Allen
Le origini di The Tonight Show risalgono a un programma locale di New York chiamato Broadway Open House, che iniziò nel 1950; il format deriva invece dal programma presentato da Steve Allen a New York, andato in onda per la prima volta nel 1953 sull'emittente ora chiamata WNBC-TV.
Il presentatore originario del Tonight è proprio Steve Allen. Grazie alla sua popolarità nel programma, gli viene assegnata la prima serata della domenica, mentre di lunedì e di martedì notte è presentato da Ernie Kovacs durante la stagione 1956–1957 . Kovacs ha il suo annunciatore e frontman della band, separati da quelli di Allen. L'annunciatore di Allen è Gene Rayburn, che diventerà famoso come conduttore del Match Game.

### Tonight! America After Dark
Steve Allen (e Ernie Kovacs) lasciano Tonight nel gennaio del 1957. NBC ordina ad Allen di abbandonare il Tonight preferendo che concentri tutti i suoi sforzi nel suo varietà della domenica sera, sperando di combattere il dominio degli ascolti dell'Ed Sullivan Show. Invece di continuare con lo stesso format, dopo l'uscita di Allen e Kovacs, la NBC cambia il nome dello show da Tonight a Tonight! America After Dark, e fa diventare lo show simile al popolare programma mattutino del network Today. Tonight! America After Dark, era presentato prima da Jack Lescoulie e poi da Al Collins, con interviste condotte da Hy Gardner, e la musica del Lou Stein Trio. Sfortunatamente questa nuova versione del programma non è popolare, infatti molti sponsor della NBC abbandonano lo show.

### Jack Paar

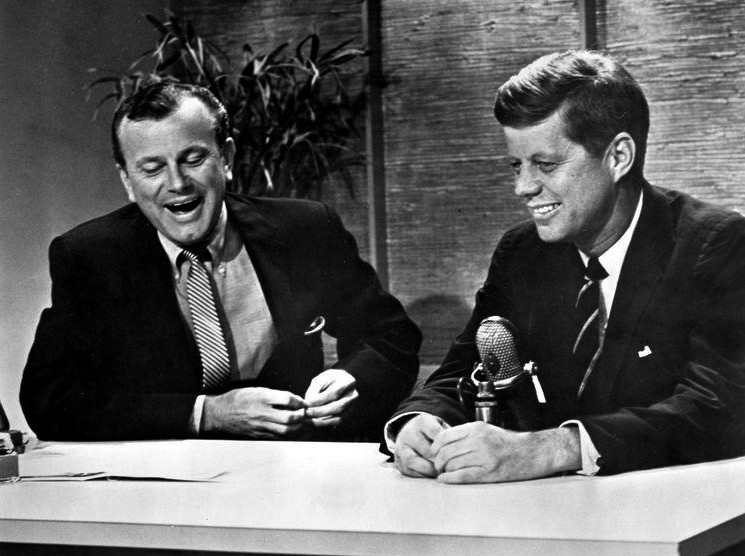
Jack Paar e John F. Kennedy al Tonight Show nel 1959

Nel luglio del 1957, NBC torna al format originale del programma, con Jack Paar come nuovo unico conduttore del programma. Con Paar, gli sponsor della NBC che avevano abbandonato precedentemente il programma tornano. L'11 febbraio del 1960, Jack Parr esce in maniera celebre dagli studi per un mese, dopo che la NBC modifica un pezzo della registrazione dello show della notte precedente, circa una battuta sul "W.C." (water closet), confuso con una "W.C." , Wayside Chapel (letteralmente "Cappella sul ciglio della strada"). Lasciando la scrivania, dice: «Me ne vado dal Tonight Show. Ci deve essere una maniera migliore di guadagnarsi da vivere di questa». L'improvviso abbandono di Paar fa sì che l'annunciatore di Paar, Hugh Downs diventi temporaneamente il nuovo conduttore.
Paar torna il 7 febbraio del 1960, entra nello studio, e dice: «Come stavo dicendo quando sono stato interrotto... ». Il pubblico allora scoppiò in un applauso, ma Paar continua dicendo: «Quando me ne sono andato, ho detto che ci deve pur essere una migliore maniera di guadagnarsi da vivere. Bene, ho visto e non c'è». Dopo l'abbandono definitivo di Jack Paar, nel marzo del 1962, lo show viene rinominato The Tonight Show, e con l'arrivo di Johnny Carson, viene aggiunto ...starring Johnny Carson.

### The Tonight Show starring Johnny Carson

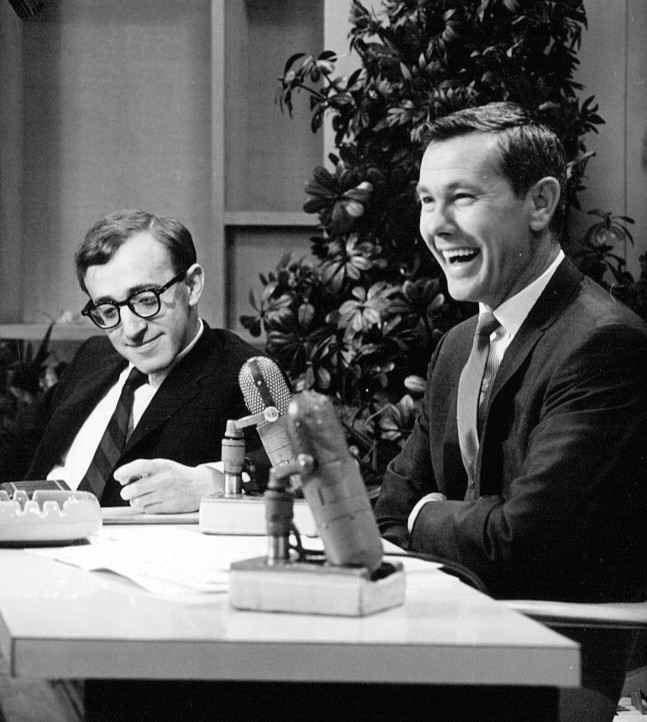
Johnny Carson e Woody Allen al Tonight Show nel 1964

Johnny Carson è il nuovo conduttore dopo diverse fortunate esperienze negli anni precedenti come conduttore di quiz e giochi a premi. Carson, nativo dell'Iowa, è già un esperto conduttore comico con esperienza di prestidigitazione e spettacoli di magia, ma per ragioni contrattuali non può occupare il suo ruolo prima del 1º ottobre 1962. Nei di mezzo lo show è condotto da alcuni conduttori ospiti, come Groucho Marx che introduce Carson come nuovo conduttore il 1º ottobre. Il successo dell'edizione condotta da Carson è immenso e il suo programma diventa già dai primi anni il termometro delle tendenze musicali e di costume della società americana, come nessun programma era riuscito a fare prima né in modo così dirompente; la particolarità dello show di Carson è che esserne ospiti assicura la quasi certezza di successo immediato negli Stati Uniti, in particolar modo per giovani talenti comici, che dopo la loro apparizione al Tonight's Show riescono a trovare il loro posto nello spettacolo. Robin Williams, Steve Martin, Richard Pryor, Bill Cosby, David Letterman, Dom DeLuise, Rita Rudner, Rodney Dangerfeld, sono solo alcuni dei talenti che Carson lanciò dal suo show. Per i primi dieci anni lo show resta a New York, ma nel maggio del 1972 si trasferisce a Burbank, vicino a Hollywood. Durante tutto il periodo di Carson il suo annunciatore e braccio destro è Ed McMahon, ed il suo conduttore musicale è per la maggior parte del tempo e fino alla fine, Doc Severinsen.
Essendo Johnny Carson anche un discreto prestigiatore e mago ed un ottimo improvvisatore, egli inserisce in maniera continuativa nelle serate degli intervalli in cui appare nelle vesti di alcuni personaggi singolari, alcuni dei quali rimasero attivi per lungo tempo nel suo spettacolo, tra cui Carnac l'indovino, la signora dalla parlantina eccessiva, il rozzo taglialegna, ed altri. La popolarità dello show di Carson nel cuore degli americani non viene più raggiunta da nessun altro spettacolo televisivo dopo il suo abbandono nel 1992. Neppure Ed Sullivan (che gestiva un programma di ampio respiro negli anni tra il 1948 e il 1971), pur avendo avuto il merito di far conoscere al grande pubblico americano innumerevoli talenti musicali anche europei (tra cui, sopra tutti, i Beatles, i Doors, Elvis Presley, e moltissimi altri) è mai riuscito a diventare, come Carson, un "ospite fisso" nelle case americane per oltre 30 anni. Ciò era dovuto al grande carisma personale di Carson e alla sua innata naturalezza e simpatia.

### Jay Leno

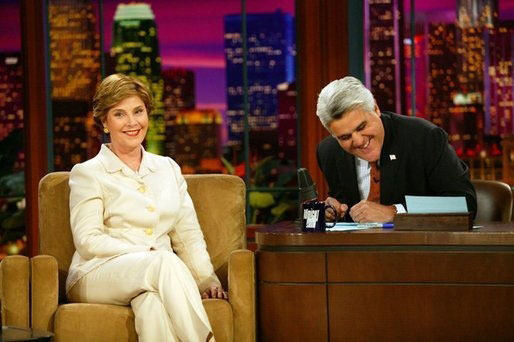
Laura Bush intervistata da Jay Leno.

Johnny Carson si ritira ufficialmente dalle scene il 22 maggio 1992, e a sostituirlo è Jay Leno dopo una controversia legata alla successione. David Letterman non solo vuole trasferirsi nella fascia oraria dalla sua trasmissione in tarda nottata, ma è considerato da molti e da Carson come il naturale successore (anche se Leno fu conduttore ospite per numerosi anni).
Il 29 marzo 2004, lo storico annunciatore Edd Hall viene sostituito da John Melendez, che aveva già partecipato a The Howard Stern Show e I'm a Celebrity, Get Me Out of Here!. Stern accusa Leno di aver assunto Melendez perché aveva partecipato al The Howard Stern Show, che risulta vincente nei ratings dei maschi tra i 18 e i 25 anni di età..
Rispetto ai predecessori Carson e Paar, Leno è un conduttore a tempo pieno, andando in onda 5 giorni a settimana e utilizzando raramente conduttori ospiti nei suoi 15 anni e più di presentazione.
Quando Johnny Carson viene a mancare il 23 gennaio 2005, Leno rende subito omaggio al collega morto con una edizione commemorativa, e così farà anche David Letterman un paio di settimane dopo.

### L'affare Letterman
Negli anni successivi al ritiro di Carson fino alla sua morte nel 2005, Carson non appare mai come ospite al The Tonight Show di Leno; appare invece una sola volta e proprio nel programma di Letterman, è idealmente, e anche nelle intenzioni di Carson, il suo ideale successore. È reso noto dopo la sua morte che Carson invia regolarmente materiale comico per i monologhi a Letterman, e questi lo usa quasi tutto. Letterman, che ha creduto di ottenere il posto di Carson, lascia la NBC per la CBS. Il Late Show with David Letterman, andando in onda nello stesso momento, da sempre compete testa a testa contro il programma di Leno.
Dopo aver lasciato per motivi contrattuali la conduzione dello show il 29 maggio 2009, dal 14 settembre 2009 Leno conduce un nuovo programma chiamato The Jay Leno Show, alle 22.00, con un format simile a quello dell'attuale Tonight Show. Tuttavia l'esperimento di un talk show in prima serata non si rivela redditizio dal punto di vista degli ascolti, così nel gennaio 2010 la NBC decise di riportare Jay Leno alle 23.35 e spostare il Tonight Show, che intanto è stato affidato a Conan O'Brien, alle 00.05; O'Brien rifiuta la proposta e decide di lasciare la NBC, mentre al Tonight Show torna Jay Leno a partire dal 1º marzo 2010. Molte critiche sono state rivolte dai media americani all'indirizzo di Leno, che aveva dichiarato di non volere continuare la conduzione dello show dopo aver compiuto 60 anni.
La conseguente mossa di Letterman per mettersi in diretta concorrenza con lui, Conan O'Brien si inserisce nella fascia oraria liberata da Letterman, e diventa famoso. Il 27 settembre 2004, durante il cinquantesimo anniversario della prima messa in onda del programma, la NBC annuncia che Jay Leno sarà sostituito da O'Brien nel 2009.
The Tonight Show viene presentato da Leno fino al 29 maggio 2009. O'Brien sostituisce Leno nella puntata del successivo 1º giugno filmando in un nuovo studio preparato ad hoc degli Universal Studios, ponendo fine ad un'era (dal 1972) di registrazioni a Burbank. Sia gli Universal Studios che la NBC sono posseduti dalla NBC Universal. O'Brien conduce la sua ultima puntata del Tonight Show il 22 gennaio 2010, prima di lasciare la NBC con una buonuscita.
Dai tempi della conduzione di Carson, cioè dal 1962 al 1992, in cui il Tonight Show era la principale finestra di varietà dell'intera televisione americana, ne sono nati a decine, di cui i tre più importanti sono sempre stati condotti, almeno nell'ultima decade, da Letterman, Leno, ed O'Brien, ma almeno altri 5 famosi conduttori erodono popolarità da questi show, quindi rispetto agli anni d'oro di Carson, il panorama è molto più frammentato e l'offerta molto più variegata. Se Carson nel suo periodo rappresentava insieme nel suo show tutti i vari volti dell'America del tempo, oggi questi volti vengono divisi tra le varie tendenze sociopolitiche dei vari conduttori: Letterman attrae la borghesia colta e progressista associata ai Democratici, mentre Leno attrae quella più conservatrice e populista associata alla grande provincia americana; O'Brien attrae il pubblico più giovane; Oprah Winfrey attrae la borghesia nera ed etnica ed il pubblico femminile; e via dicendo.

## Musicisti e annunciatori
La musica è fornita da Max Weinberg and The Tonight Show Band, diretta appunto dal percussionista Max Weinberg. L'annunciatore è Andy Richter che aveva già lavorato per Conan O'Brien dal 1993 al 2000 quando quest'ultimo presentava il Late Night.

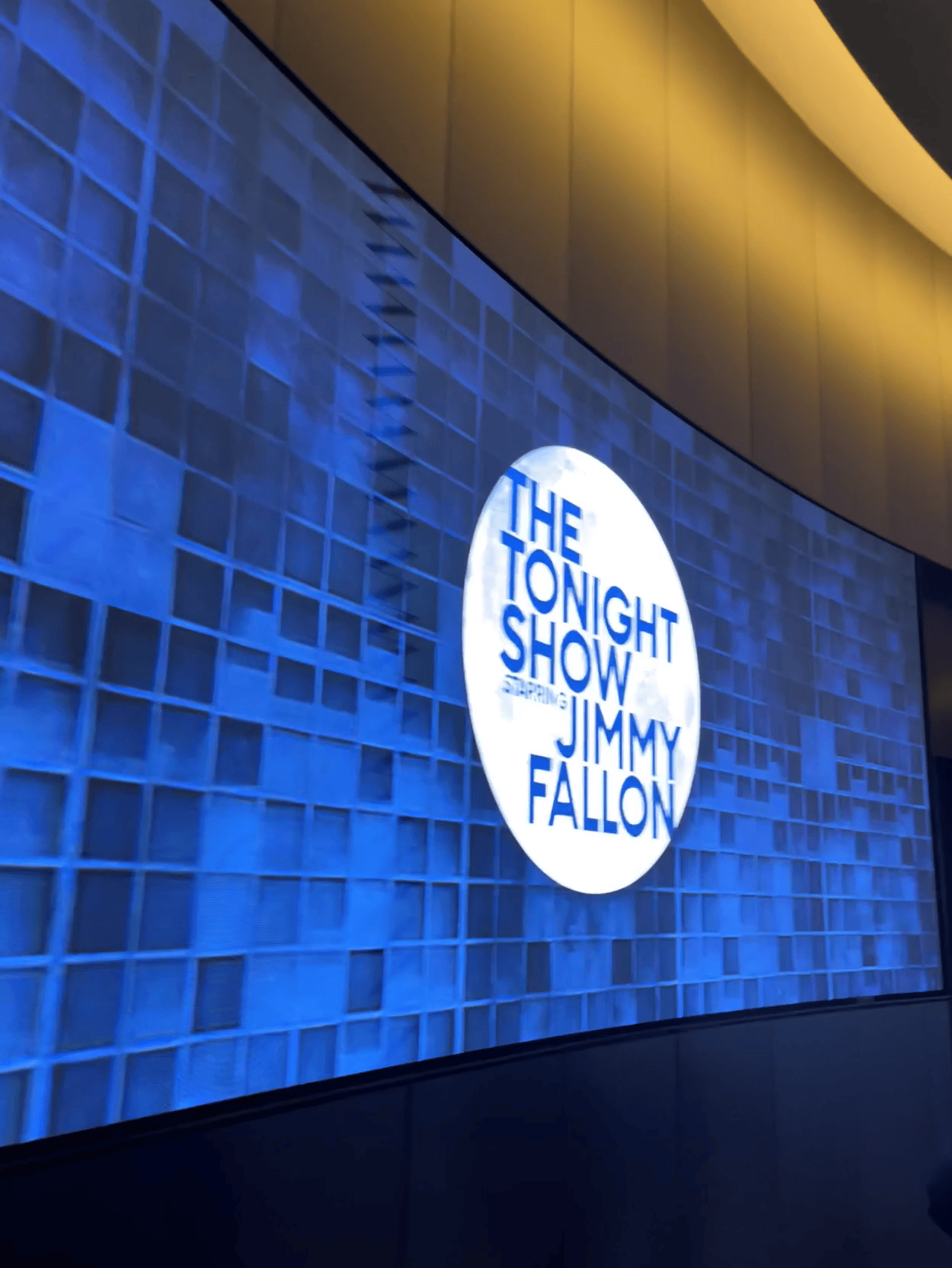
Logo dell'atrio degli studi NBC di Rockfeller Center

Skitch Henderson era il capo della band negli anni di Steve Allen e nei primi di Carson, seguito da Milton DeLugg (che più tardi diventò il capo della band di The Gong Show). Gene Rayburn fu grande amico e annunciatore di Allen e ha presentato come conduttore ospite alcuni episodi. Il Lou Stein Trio accompagnò durante il corto periodo di Tonight: America After Dark, nei sette mesi fra i periodi di Steve Allen e Jack Paar. Jose Melis condusse il gruppo per Jack Parr e Hugh Downs era il suo annunciatore. Per la maggior parte del periodo di Johnny Carson la Tonight Show Band , poi rinominata "The NBC Orchestra", era condotta da Doc Severinsen, ex trombettista solista nella gruppo di Henderson per Steve Allen.
Quando McMahon, annunciatore di Carson, non c'era, Severinsen lo sostituiva e Tommy Newsom avrebbe condotto la band. Nelle rare occasioni che entrambi McMahon e Severinsen non c'erano, Newsom avrebbe occupato il posto di annunciatore e la banda sarebbe stata condotta dall'assistente del direttore della band, Shelly Cohen.
La band di Severinsen comprendeva numerosi musicisti di successo oltre al sassofonista Newsom, compresi il trombettista Snooky Young, il pianista Ross Tompkins e il batterista Ed Shaughnessy. Il gruppo apparse spesso nei filmati "Stump the Band", dove un membro del pubblico doveva sfidarlo a suonare qualche titolo di canzone sconosciuta, e il gruppo improvvisava comicamente qualche cosa di appropriato. In questo filmato la band generalmente improvvisava qualcosa di comico, ma in due occasioni riuscì a suonare la vera canzone, con grande sorpresa del maestro.

## Curiosità
- All'inizio il programma era trasmesso in diretta, ma dal 12 gennaio 1959 ha iniziato ad essere registrato nello stesso giorno della trasmissione, anche se inizialmente la sera di giovedì continuava ad essere in diretta.[4]
- A partire dal 1960 la trasmissione va in onda a colori[5]
- The Tonight Show era trasmesso alle 23:15 all'inizio fino alla fine degli anni sessanta quando Johnny Carson insisté perché l'ora di inizio fosse cambiata alle 23:30. Questo creò problemi di tempo nel palinsesto della NBC.
- The Tonight Show diventò il primo show televisivo ad essere trasmesso con audio MTS stereo nel 1984, sebbene raramente. Fu trasmesso regolarmente in MTS dal 1985.
- A partire dal 2006 la trasmissione va in onda in 1080i HDTV.

## The Tonight Showin Italia
The Tonight Show andò in onda in Italia dal 2003 al 2006 su RaiSat Extra.
The Tonight Show doppiata in italiano, può essere visto in Europa sul canale CNBC Europe in lingua inglese non sottotitolata in una versione condensata in 30 minuti, dal lunedì al venerdì alle 24.00 CET. La versione intera dello show, di 45 minuti, è in onda nei fine settimana alle 21.00 CET.
La versione dei giorni feriali comprende il monologo, le interviste con gli ospiti e gli ospiti musicali, ma i filmati comici non sono trasmessi. Nella trasmissione del lunedì, tuttavia, il monologo è tagliato e viene trasmesso anche il filmato Headlines in maniera condensata. Comunque recentemente lo ha spesso tralasciato quando ci sono ospiti molto importanti o il monologo sembra più divertente.
CNBC Europe trasmetteva l'intera versione tutti i giorni ma dal 26 marzo 2007, ha iniziato a trasmetterla solo nei weekends per lasciare più spazio agli altri programmi. Anche il Late Night with Conan O'Brien era trasmesso tutti i giorni ma la sua trasmissione si è limitata ai fine settimana per lo stesso motivo. Il Tonight Show va in onda regolarmente alle 23:30 su CNBC Europe.

## Conduttori
- 1954-1957: Steve Allen - Ernie Kovacs (Tonight)
- 1957: Jack Lescoulie (Tonight! America After Dark)
- 1957: Al Collins (Tonight! America After Dark)
- 1957-1962: Jack Paar (Tonight)
- 1962-1992: Johnny Carson (The Tonight Show)
- 1992-2009: Jay Leno (The Tonight Show)
- 2009-2010: Conan O'Brien (The Tonight Show)
- 2010-2014: Jay Leno (The Tonight Show)
- 2014-in corso: Jimmy Fallon (The Tonight Show)